# ريغي بورنيت
ريغي بورنيت (بالإنجليزية: Reggie Burnette)‏ هو لاعب كرة قدم أمريكية أمريكي، ولد في 4 أكتوبر 1968 في رايفيل في الولايات المتحدة.

## وصلات خارجية
- ريغي بورنيت على موقع مرجع كرة القدم المحترفة.كوم (الإنجليزية)